# Struscioni
Struscioni è il terzo album, primo non autoprodotto, dei Gatti Mézzi. Inciso in Italia e masterizzato agli Sterling Sound Studios di New York da Steve Fallone, è pubblicato il 18 ottobre 2009 con etichetta Sam e distribuito da Audioglobe.
È stata pubblicata un'edizione speciale con in aggiunta il DVD Strusciando dietro le quinte di Laura Pieve, documentario sulla registrazione del disco.

## Tracce
1. Struscioni – 0:58
2. Portami a pescare – 2:55
3. Morandi – 5:56
4. Fra l'arioporto e la stazione – 3:47
5. Sòr tentenna – 2:42
6. Avanzi di balera – 4:33
7. Se – 3:17
8. Forbici – 1:46
9. Il volo del calabrone – 3:42
10. Ma loro sono avanti – 2:56
11. Sott'arno stasera – 2:37
12. Forza buo pàssa' le cèe – 3:54
13. Sur purma' – 3:35
14. Cacciucco blues – 5:13